# Falk Balzer
Falk Balzer (Leipzig, Sajonia, Alemania, 14 de diciembre de 1973) es un atleta alemán retirado especializado en la prueba de 110 m vallas, en la que ha conseguido ser subcampeón europeo en 1998.

## Carrera deportiva
En el Campeonato Europeo de Atletismo de 1998 ganó la medalla de plata en los 110 m vallas, con un tiempo de 13.12 segundos, llegando a meta tras el británico Colin Jackson y por delante del neerlandés Robin Korving (bronce con 13.20 segundos).